# Geijsteren
Geijsteren est un village néerlandais situé dans la commune de Venray, dans la province du Limbourg néerlandais. Le 1er janvier 2007, le village comptait 450 habitants.